# Bitcasino
Bitcasino é um operador de cassino baseado em bitcoin na Europa. O Bitcasino tem escritórios em Tallinn e Malta.

## História
O Bitcasino foi fundado em janeiro de 2014 na Estônia por Tim Heath. O Bitcasino faz parte do Yolo Group e é propriedade da mBet Solutions NV. Em 2015, a plataforma lançou o primeiro slot com tema de vídeo projetado para jogadores de Bitcoin. Em 2018, o Bitcasino firmou uma parceria com a desenvolvedora de jogos Gameart.
Em agosto de 2020, a empresa anunciou uma parceria com a desenvolvedora de jogos para celular OneTouch. Em setembro de 2021, o Bitcasino anunciou o início da cooperação com a organização de esports Evil Geniuses. Em dezembro de 2021, a empresa iniciou uma cooperação com a Paradise Trippies.
Em janeiro de 2022, o rapper queniano King Kaká se tornou o embaixador da empresa. Em fevereiro de 2022, a liga profissional de hóquei 3ICE iniciou uma parceria com o Bitcasino e tornou-se o parceiro oficial da empresa no Canadá. Em junho de 2022, o artista de hip-hop sul-africano Cassper Nyovest tornou-se o embaixador do Bitcasino. Em agosto de 2022, a plataforma fez parceria com ESTCube-2 para enviar um bitcoin ao espaço em 2023.
O Bitcasino tem mais de 2.800 jogos, incluindo caça-níqueis, jogos de mesa e cassinos de dealer ao vivo. A plataforma permite transações com redes de criptomoedas como Bitcoin, Cardano, Ethereum, Litecoin, Ripple, Tron e Tether. O Bitcasino é licenciado por Curaçao.